# ميخائيل كامبل (كاهن كاثوليكي)
ميخائيل كامبل (بالإنجليزية: Michael Gregory Campbell)‏ هو كاهن كاثوليكي بريطاني، ولد في 2 أكتوبر 1941 في لارن في المملكة المتحدة.